# Haemanthus nortieri
Haemanthus nortieri är en amaryllisväxtart som beskrevs av Isaac. Haemanthus nortieri ingår i släktet Haemanthus och familjen amaryllisväxter. Inga underarter finns listade i Catalogue of Life.